# Kernkraftwerk Angra
Das Kernkraftwerk Angra (Originalschreibweise Central Nuclear Almirante Álvaro Alberto, CNAAA) ist das einzige kommerzielle Kernkraftwerk Brasiliens. Es liegt an der Praia de Itaorna in Angra dos Reis in der Provinz Rio de Janeiro. Der Standort zwischen den Metropolen Rio de Janeiro und São Paulo liegt in einer Bucht an der Atlantikküste.
Der Bau der Atomanlage geht zurück auf ein Abkommen zwischen der deutschen Bundesregierung und dem brasilianischen Militärregime im Jahr 1975. Das Kernkraftwerk besteht aus zwei Druckwasserreaktoren: Angra I mit einer installierten elektrischen Nettoleistung von 609 MW (erste Netzsynchronisation 1982) und Angra II mit 1275 MW (erste Netzsynchronisation 2000). Ein dritter Reaktor, Angra III mit 1245 MW, war seit 1975 geplant. Er ist nach dem Vorbild und mit der Technik des in Deutschland mittlerweile abgeschalteten Kernkraftwerks Grafenrheinfeld konzipiert. Die Arbeiten an diesem dritten Block wurden 1984 begonnen und zwei Jahre später aufgrund ökologischer Bedenken und finanzieller Probleme ein erstes Mal abgebrochen. 

## Angra I
Der Reaktor von Angra I ist ein Westinghouse-Druckwasserreaktor, den Brasilien in den USA kaufte.

## Angra II
Der Druckwasserreaktor Angra II wurde mit deutscher Technologie gebaut (Kraftwerk Union) und ging 2000 nach einer 25-jährigen Planungs- und Bauzeit ans Netz.

## Angra III
Die Technik für Angra III wurde 1985 für 750 Millionen DM gekauft und seitdem eingelagert, dafür fallen jährlich 20 Millionen Dollar Kosten an.
Am 1. Juni 2010 wurden die Bauarbeiten für Angra III unter Präsident Lula offiziell wieder aufgenommen. Bei der Genehmigung von Angra III wird der damalige Präsident Luiz Inácio Lula da Silva zitiert, er könne „garantieren, dass in Brasilien niemals das passiert, was in Tschernobyl passiert ist. Niemals.“ Die deutsche Bundesregierung prüfte für diesen Ausbau eine Hermesbürgschaft über 1,5 Milliarden Euro und gab eine Grundsatzzusage. Das dieser Exportbürgschaft für Areva/Siemens in Höhe von 2,5 Milliarden Euro zu Grunde gelegte Gutachten aus dem Jahr 2010 wird von Umweltverbänden als „Gefälligkeitsgutachten“ kritisiert. So bleibe unklar, inwieweit die Anlage gegen Flugzeugabstürze gesichert sei, und es gäbe, so der vormalig für Greenpeace tätige österreichische Physiker Helmut Hirsch, „keine systematische Darstellung, welche Regeln und Richtlinien im Einzelnen inwieweit herangezogen wurden.“ Auch ein im Jahr 2012 vorgelegtes erweitertes Gutachten, das von Areva in Auftrag gegeben worden war, ließ die Beantwortung grundlegender Fragen offen, aus diesem Grund teilte die deutsche Bundesregierung im Mai 2012 mit, vorerst nicht über die gewünschte Kreditbürgschaft zu entscheiden. 2014 erklärte der damalige Wirtschaftsminister Sigmar Gabriel den Stopp aller Hermesbürgschaften für den Bau von Atomkraftwerken im Ausland.
Im September 2014 wurde als neuer Fertigstellungstermin 2019 angegeben, zuvor hatte man mit einer Inbetriebnahme im Jahr 2018 gerechnet. Streitigkeiten zu den Baukosten und ein damit zusammenhängender Abzug von Arbeitern sowie die Umstellung der Technik des Kraftwerks von analogen Komponenten auf Digitaltechnik werden als Grund für die Verzögerung angeführt. Die Sicherheit der Anlage soll durch diese Maßnahmen erhöht werden.

2015 wurden die Bauarbeiten gestoppt.

2017 gab die brasilianische Regierung bekannt, dass das Kraftwerk an private Investoren versteigert werden solle.

Im Juni 2021 gewann ein Konsortium die Ausschreibung, die Anlage fertigzustellen, im Oktober 2021 ging man von einer Inbetriebnahme im November 2026 aus.
Im August 2022 hatte sich dieser Termin bereits auf Februar 2028 verschoben. Mitte 2025 war weiter offen, ob die  Bauarbeiten tatsächlich wieder aufgenommen werden.

## Atompolitischer Kurs der brasilianischen Regierung
Die Militärdiktatur hatte 1985 in den indirekten Präsidentschaftswahlen darauf verzichtet, den Sieger vorzubestimmen, sodass aus ihnen Tancredo Neves als Kopf einer Allianz der gemäßigten Opposition siegreich hervorging. Dessen Vizepräsident José Sarney trat letztlich – aufgrund des Todes von Neves kurz nach der Wahl – im April 1985 das Amt an, wodurch eine neue politische Ära in Brasilien eingeläutet wurde. Die Parlamentswahlen von 1986 schließlich waren ein Erdrutschsieg für Sarney und sein PMDB, wohingegen die „Diktaturpartei“ PDS mit 7,9 % in die Bedeutungslosigkeit absackte. Folglich wurden auch Projekte, welche unter der Diktatur aufgenommen worden waren neu bewertet und zum Teil gestoppt. Ähnlich erging es den Kernkraftwerken Atucha II in Argentinien, Bataan auf den Philippinen, Cernavodă in Rumänien und Buschehr im Iran, deren Bau oder Inbetriebnahme nach dem Fall einer autoritären Regierung gestoppt oder um Jahrzehnte verzögert wurde. Brasilien stellte alle geplanten Bauten von Kernkraftwerken ein und begann auch zunächst keine neuen Planungen für Kernkraftwerke.
Am 8. Mai 2007 gab die brasilianische Bundesregierung bekannt, das seit 1986 eingefrorene Programm zum Bau von Angra III sowie vier weiteren Kraftwerksblöcken wieder aufzunehmen. Regierungsschätzungen zufolge belaufen sich die Kosten für die Fertigstellung von Angra III auf 7 Milliarden brasilianische Real (ca. 3 Milliarden €). Als Grund für die Wiederaufnahme des Atomprogramms nannte man Gefahren für die Versorgungssicherheit. Handlungsbedarf ergebe sich aus den problematischen Genehmigungsverfahren für zwei geplante Wasserkraftwerke im Bundesstaat Rondônia, für die aus Regierungssicht nur noch wenig Hoffnung besteht. Man wolle diese Erzeugungskapazität nicht mit Gaskraftwerken ersetzen, zum einen aus Klimaschutzgründen und zum anderen wegen der großen Unsicherheiten für die brasilianische Erdgasversorgung, die sich aus der politischen Situation im Hauptlieferland Bolivien ergeben.
2010 unterstützte der deutsche Außenminister Guido Westerwelle den Atomkurs der brasilianischen Regierung bei einem Besuch im Land und setzte sich für die deutsche Atomwirtschaft ein. Die deutsche Bundesregierung stellte für den Reaktor Angra III eine Bürgschaft über 1,3 Milliarden Euro in Aussicht.
Im September 2013 gab Mauricio Tolmasquim, Chef der staatlichen Energieplanungsbehörde, bekannt, dass die Regierung auf die Errichtung von vier neuen Kernreaktoren bis 2030 verzichten und stattdessen auf Windkraft setzen wolle.

## Daten der Reaktorblöcke

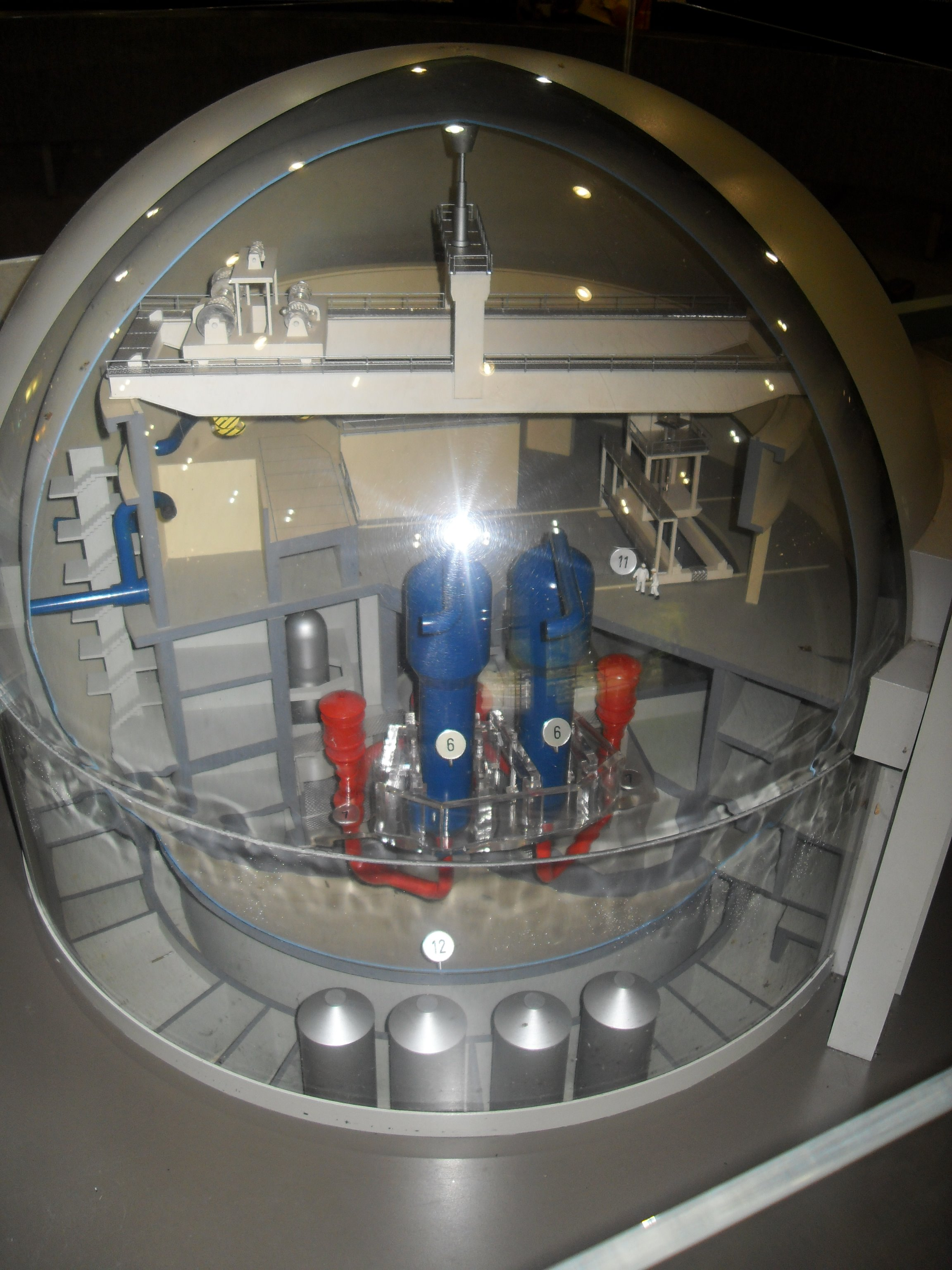
Modell von Angra II im Besucherzentrum
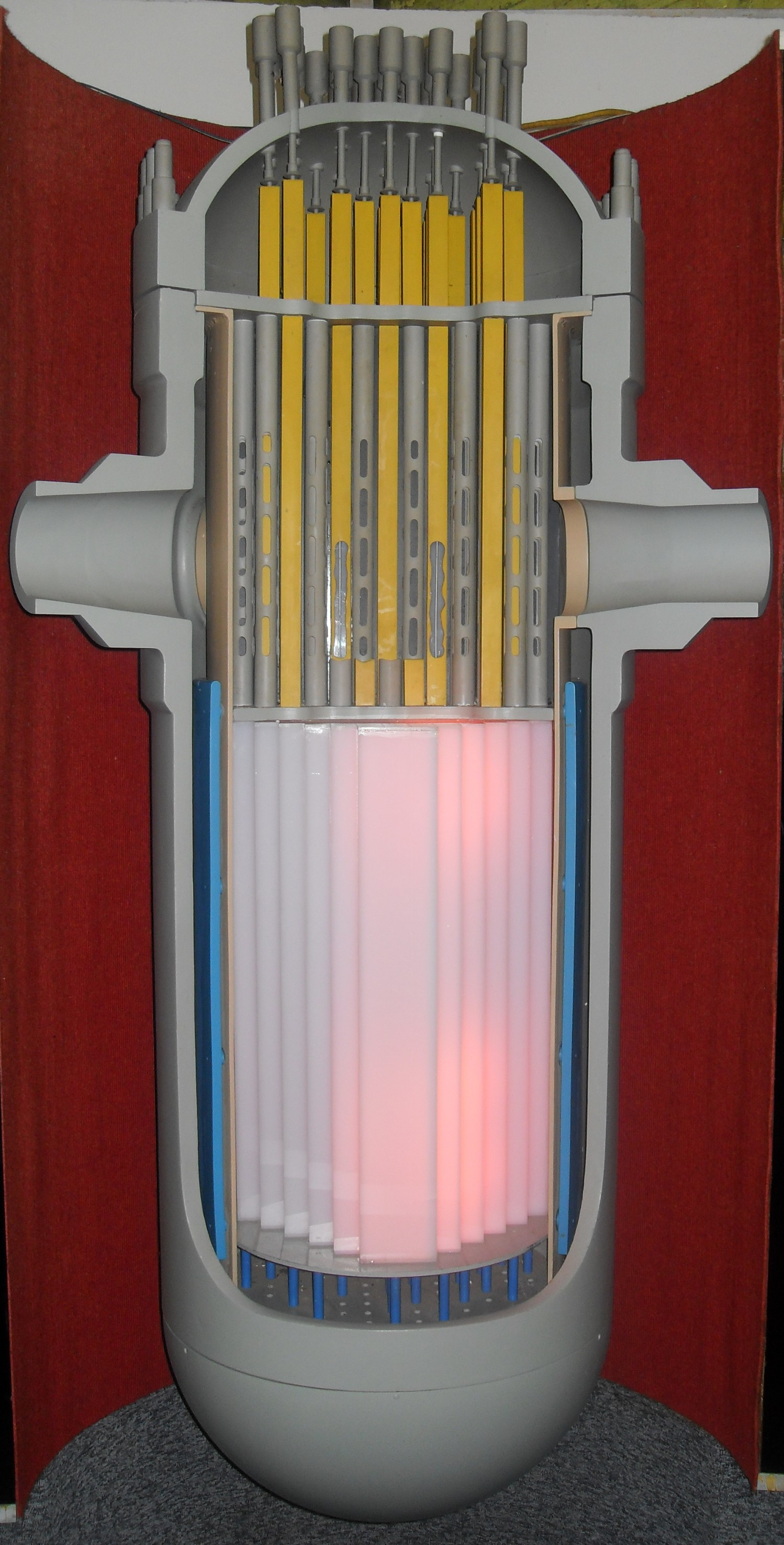
Modell eines Reaktors im Besucherzentrum
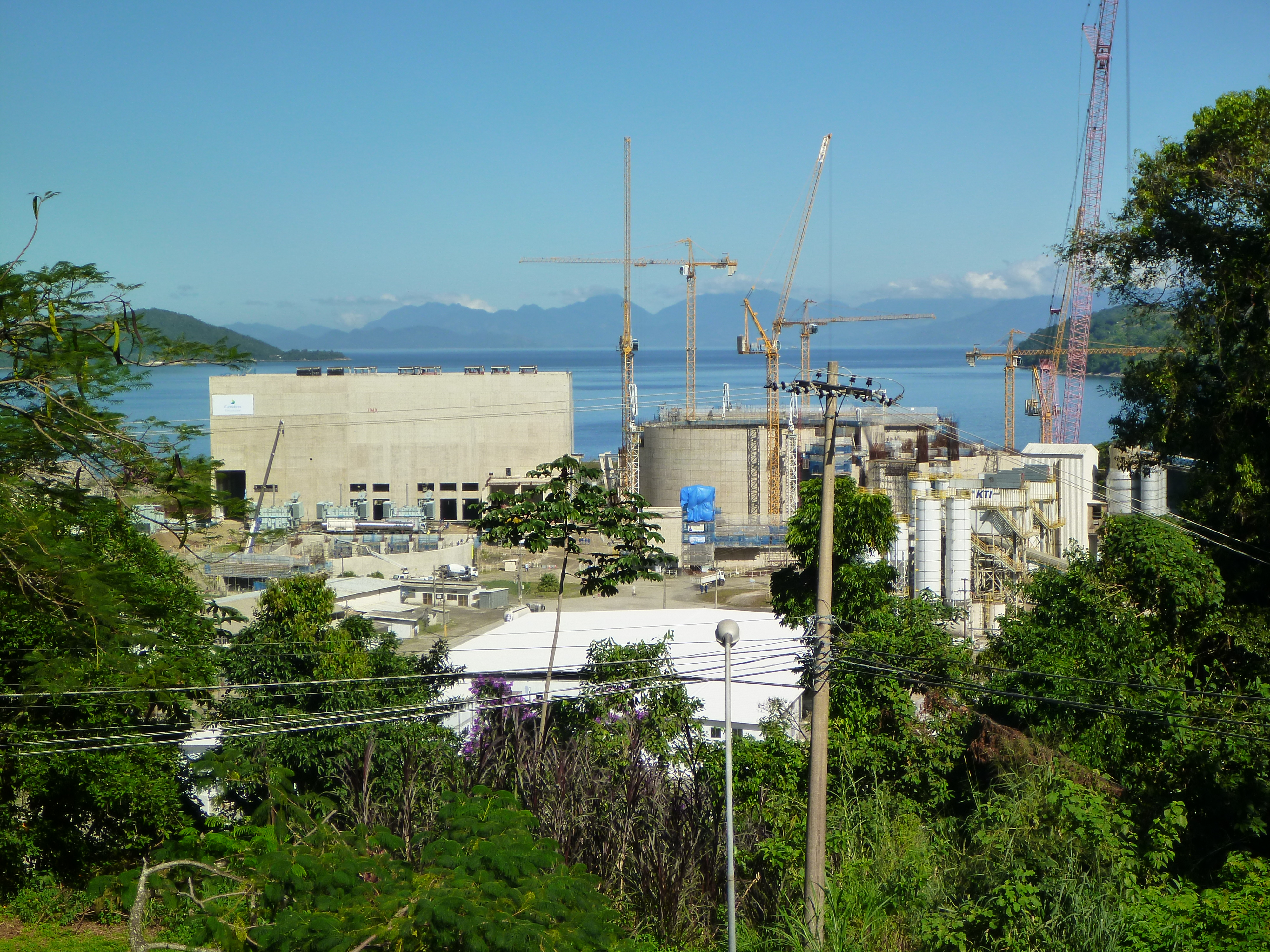
Baustelle des Block III im Mai 2015

Das Kernkraftwerk Angra hat insgesamt zwei fertiggestellte Blöcke:
| Reaktorblock | Reaktortyp                      | Netto- leistung | Brutto- leistung | Baubeginn  | Netzsyn- chronisation | Kommerzi- eller Betrieb | Abschal- tung  |
| ------------ | ------------------------------- | --------------- | ---------------- | ---------- | --------------------- | ----------------------- | -------------- |
| Angra-1      | Druckwasserreaktor              | 609 MW          | 640 MW           | 01.05.1971 | 01.04.1982            | 01.01.1985              | (2025 geplant) |
| Angra-2      | Druckwasserreaktor (Vor-Konvoi) | 1275 MW         | 1350 MW          | 01.01.1976 | 21.07.2000            | 01.02.2001              | (2040 geplant) |
| Angra-3      | Druckwasserreaktor              | 1245 MW         | 1405 MW          | 01.06.2010 | -                     | (2028 geplant)          | -              |

## Trivia
- 1977 produzierte Rainer Erler seinen Politthriller Plutonium, dessen Handlung verfremdet im Kraftwerk angesiedelt ist. Erler verwendete dabei Dokumentarfilmaufnahmen aus Angra.